# Crawfish Interactive
Crawfish Interactive var en datorspelutvecklare baserad i Croydon, Storbritannien. Företaget grundades i mars 1997 och stängdes i november 2002. Företaget specialiserat sig på spelprogramvara för Game Boy Color och Game Boy Advance-format. 